# Henricia studeri
Henricia studeri är en sjöstjärneart som beskrevs av Perrier 1891. Henricia studeri ingår i släktet Henricia och familjen krullsjöstjärnor. Inga underarter finns listade i Catalogue of Life.